# L'Oudon
Pour les articles ayant des titres homophones, voir Loudon et Oudon (homonymie).
L'Oudon est une ancienne commune française, située dans le département du Calvados en région Normandie, devenue le 1er janvier 2017 une commune déléguée au sein de la commune nouvelle de Saint-Pierre-en-Auge.
Elle est peuplée de 1 511 habitants.

## Géographie
La fusion de dix communes qui a créé L'Oudon en 1973 en a fait, avec 5 484 hectares, la plus étendue des communes du Calvados jusqu'en 2017.

### Localisation
La commune est au sud-ouest du pays d'Auge. Le bourg de Saint-Martin-de-Fresnay (au centre de la commune) est à 7,5 km sud-est de Saint-Pierre-sur-Dives, à 12 km au sud-ouest de Livarot, à 17 km au nord-ouest de Vimoutiers et à 23 km au nord-est de Falaise.

### Communes limitrophes
| Saint-Pierre-sur-Dives (comm. nouv. de Saint-Pierre-en-Auge), Vendeuvre | Hiéville (comm. nouv. de Saint-Pierre-en-Auge), Mittois (comm. nouv. de Saint-Pierre-en-Auge) | Saint-Georges-en-Auge (comm. nouv. de Saint-Pierre-en-Auge), Montviette (comm. nouv. de Saint-Pierre-en-Auge)                                                    |
| Courcy, Vaudeloges (comm. nouv. de Saint-Pierre-en-Auge)                | L'Oudon                                                                                       | Heurtevent (comm. nouv. de Livarot-Pays-d'Auge), Tortisambert (comm. nouv. de Livarot-Pays-d'Auge), Les Autels-Saint-Bazile (comm. nouv. de Livarot-Pays-d'Auge) |
| Norrey-en-Auge                                                          | Les Moutiers-en-Auge                                                                          | Le Renouard (61), Saint-Gervais-des-Sablons (61) |

## Toponymie
- Saint Martin de Fresnay en 1793, L'Oudon en 1972[2].
- Néo-toponyme, adopté pour la création de la nouvelle commune, le nom de L'Oudon fait référence à la rivière homonyme, qui arrose la plupart des communes regroupées.

## Histoire
La commune de L'Oudon a été créée le 1er janvier 1973 par la fusion-association, décrétée le 26 décembre 1972, des communes d'Ammeville (171 habitants en 1968), Berville (160 habitants), Écots (95 habitants), Notre-Dame-de-Fresnay (159 habitants), Garnetot (89 habitants), Grandmesnil (123 habitants), Lieury (242 habitants), Montpinçon (167 habitants), Saint-Martin-de-Fresnay (169 habitants) et Tôtes (125 habitants). Saint-Martin-de-Fresnay est alors désigné chef-lieu de l'association et donne son code INSEE (14624) à la nouvelle commune. Auparavant, en 1833, Ammeville (235 habitants en 1831) avait absorbé une partie de la commune d'Abbeville (148 habitants).
Par arrêté du 19 janvier 1990, le chef-lieu est transféré à la commune de Tôtes, dont l'ancien code Insee (14697) devient le nouveau code de L'Oudon. Un nouvel arrêté préfectoral, le 7 janvier 2014, fait de la commune de Notre-Dame-de-Fresnay le nouveau chef-lieu. Afin de prendre en compte ce transfert de chef-lieu, lors de la publication du COG 2016 l'INSEE décide de modifier le code commune de L'Oudon pour reprendre l'ancien code de Notre-Dame-de-Fresnay (14472).
Le 1er janvier 2017, L'Oudon intègre avec treize autres communes la commune de Saint-Pierre-en-Auge créée sous le régime juridique des communes nouvelles instauré par la loi no 2010-1563 du 16 décembre 2010 de réforme des collectivités territoriales. Les communes de Boissey, Bretteville-sur-Dives, Hiéville, Mittois, Montviette, L'Oudon, Ouville-la-Bien-Tournée, Sainte-Marguerite-de-Viette, Saint-Georges-en-Auge, Saint-Pierre-sur-Dives, Thiéville, Vaudeloges et Vieux-Pont-en-Auge deviennent des communes déléguées et Saint-Pierre-sur-Dives est le chef-lieu de la commune nouvelle. Les anciennes communes associées de L'Oudon ne bénéficient pas de la transformation de ce statut en communes déléguées et la fusion de 1973 devient de fait totale à l'occasion de la création de la commune nouvelle.

## Politique et administration

### Liste des maires
| Période   | Période       | Identité         | Étiquette | Qualité                        |
| --------- | ------------- | ---------------- | --------- | ------------------------------ |
| 1973      | 1989          | Jean Denis       |           | Professeur de collège retraité |
| 1989      | 1995          | Michel Bénard    | DVD       | Agriculteur                    |
| 1995      | mars 2001     | Pierre Rault     |           |                                |
| mars 2001 | mars 2008     | Fabienne Caignon |           |                                |
| mars 2008 | décembre 2016 | Emmanuel Morel   | SE        | Agriculteur                    |

Le conseil municipal était composé de quinze membres dont le maire et quatre adjoints. Dix de ces conseillers étaient les maires délégués des différentes communes associées. Quatorze conseillers sur quinze intègrent le conseil municipal de Saint-Pierre-en-Auge le 1er janvier 2017 jusqu'en 2020 et Emmanuel Morel devient maire délégué.

### Liste des maires délégués
| Période      | Période                  | Identité       | Étiquette | Qualité                         |
| ------------ | ------------------------ | -------------- | --------- | ------------------------------- |
| janvier 2017 | juillet 2020             | Emmanuel Morel | SE        | Agriculteur                     |
| juillet 2020 | février 2022 (démission) | Didier Boudas  | SE        | Responsable de gestion retraité |
| mars 2022    | En cours                 | Joëlle Aubert  | SE        | Secrétaire comptable retraitée  |

## Population et société

### Démographie
En 2021, la commune comptait 1 511 habitants. Depuis 2004, les enquêtes de recensement dans les communes de moins de 10 000 habitants ont lieu tous les cinq ans (en 2008, 2013, 2018, etc. pour L'Oudon) et les chiffres de population municipale légale des autres années sont des estimations.
| 1793 | 1800 | 1806 | 1821 | 1831 | 1836 | 1841 | 1846 | 1851 |
| ---- | ---- | ---- | ---- | ---- | ---- | ---- | ---- | ---- |
| 436  | 416  | 400  | 401  | 372  | 367  | 352  | 322  | 309  |

| 1856 | 1861 | 1866 | 1872 | 1876 | 1881 | 1886 | 1891 | 1896 |
| ---- | ---- | ---- | ---- | ---- | ---- | ---- | ---- | ---- |
| 277  | 271  | 277  | 284  | 265  | 285  | 303  | 296  | 258  |

| 1901 | 1906 | 1911 | 1921 | 1926 | 1931 | 1936 | 1946 | 1954 |
| ---- | ---- | ---- | ---- | ---- | ---- | ---- | ---- | ---- |
| 271  | 258  | 250  | 186  | 222  | 226  | 240  | 214  | 205  |

| 1962 | 1968 | 1975  | 1982  | 1990  | 1999  | 2008  | 2013  | 2018  |
| ---- | ---- | ----- | ----- | ----- | ----- | ----- | ----- | ----- |
| 198  | 169  | 1 453 | 1 449 | 1 347 | 1 329 | 1 533 | 1 574 | 1 550 |

| 2019  | - | - | - | - | - | - | - | - |
| ----- | - | - | - | - | - | - | - | - |
| 1 523 | - | - | - | - | - | - | - | - |

### Enseignement
À Lieury, se trouve le lycée agricole du Robillard, premier lycée agricole construit en France, inauguré en 1963. Il propose des formations générales, technologiques et professionnelles axées sur l'agriculture ainsi que la gestion de l'eau, de la seconde à bac+3. Il possède également un centre équestre, destiné à tout public.

## Culture locale et patrimoine

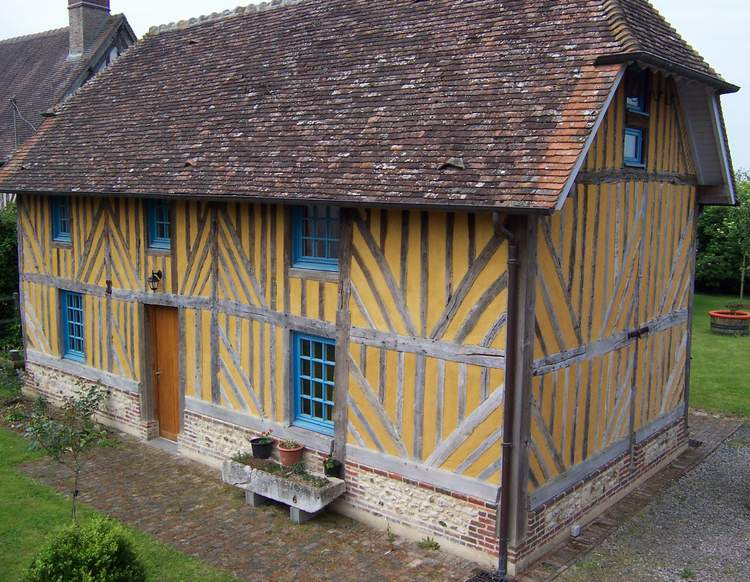
Maison typique de la Normandie augeronne.

### Ammeville
- Église Sainte-Honorine.
- Manoir de la Punaye.

### Berville
- Manoir du XVIIe siècle.
- L'intersection du 49e parallèle nord et du méridien de Greenwich se trouve sur le territoire de Berville (voir aussi le Degree Confluence Project).

### Écots
- Motte castrale au nord du village, près de l'église, sur la rive gauche de l'Oudon[15].
- Église Saint-Rémi (XIIIe siècle).
- Manoir d'Houlbec (XVe siècle), inscrit au titre des monuments historiques[16].

### Garnetot
- Église Saint-Denis.

### Grandmesnil
- Église Saint-Martin.

### Lieury
- Église Saint-Paterne (XIIIe siècle), inscrite au titre des monuments historiques[17].
- Château du Robillard (XVIIe siècle).

### Montpinçon
- Église Sainte-Croix (XIXe siècle).
- Manoir de la Roque (XVIe siècle), inscrit au titre des monuments historiques[18].
- Manoir de Meautry (XVIIIe siècle) et sa chapelle[19],[20].
- Près du hameau de la Roque, et de la RD 111 et le carrefour avec la RD 39, vestiges d'un château[21].

### Notre-Dame-de-Fresnay
- Église Notre-Dame (reconstruction).

### Saint-Martin-de-Fresnay
- Ferme-manoir de Vigan du XVIe siècle.
- Manoir des Hommes du XVIIe siècle.
- Vestiges d'une motte féodale au sommet du coteau dominant la vallée de l'Oudon[22].
- Église Saint-Martin, Crucifixion, de Maarten van Heemskerck (1557).

### Tôtes
- Église Sainte-Marguerite.

### Personnalités liées à la commune
- Pierre-Louis Bonnet de Meautry (Saint-Martin-de-Fresnay, 1743 -1807)[23], député-maire de Caen sous la Révolution.
- Robert Motte (Notre-Dame-de-Fresnay, 1754 - 1829), général des armées de la République et de l'Empire.
- François Leroy (1759 - Notre-Dame-de-Fresnay, 1799 à Saint-Martin-de-Fresnay), homme politique et avocat.
- Pierre Leroy-Beaulieu (Saint-Martin-de-Fresnay, 1798 - 1859), avocat et homme politique.
- Ferdinand Barbedienne (Saint-Martin-de-Fresnay, 1810 - 1892), industriel français.
- Jean Piel (Saint-Martin-de-Fresnay, 1902 - 1996), philosophe.
- Hugues de Grandmesnil (Grandmesnil, 1032-1098), chevalier de bataille d'Hastings, seigneur de Grandmesnil, haut-shérif de Leicestershire en Angleterre.